# P.M. Dawn

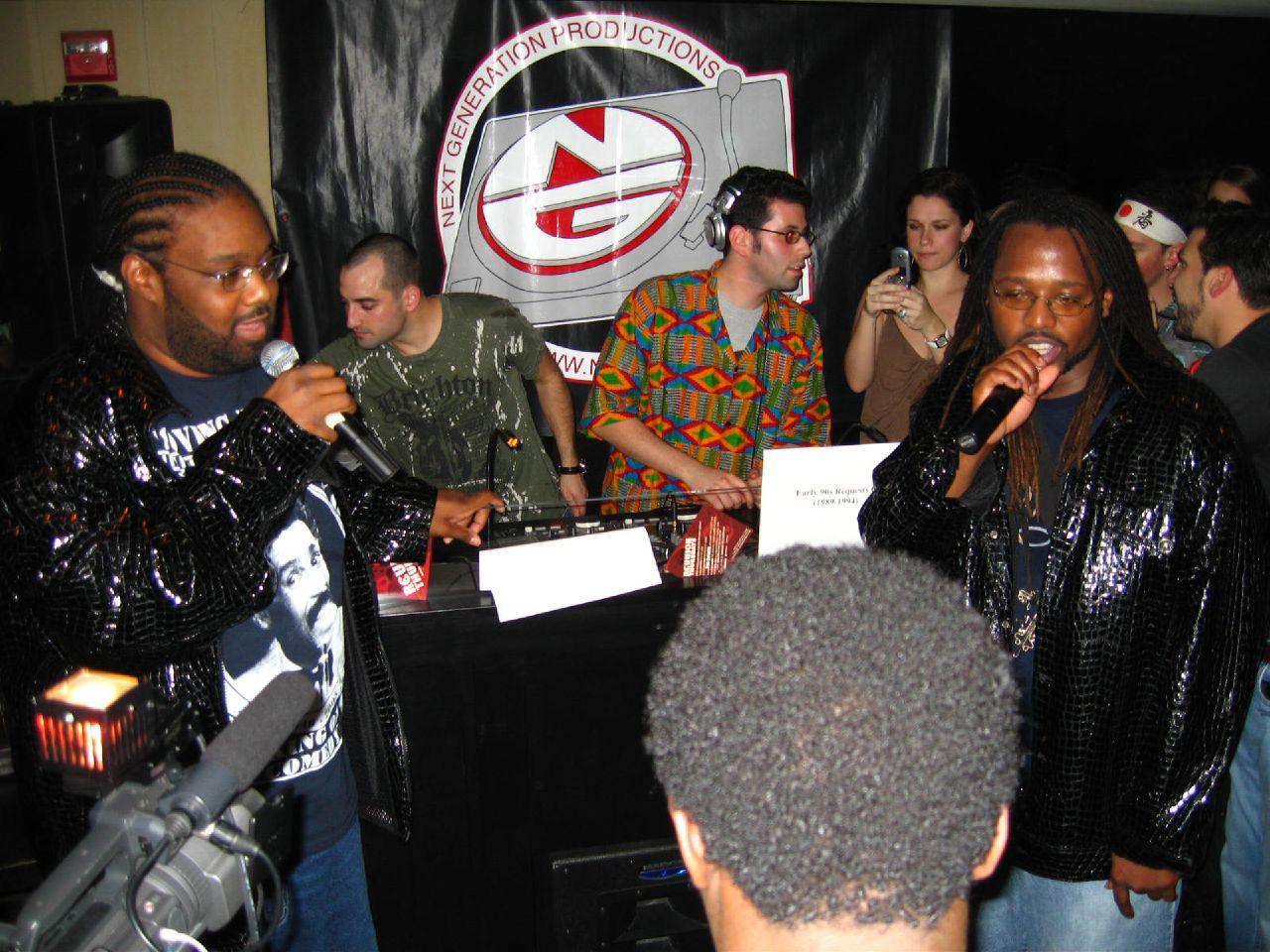

P.M. Dawn är en amerikansk R&B- och hiphop-grupp, bildad 1988. De hade en stor hit med "Set Adrift on Memory Bliss" 1991. Låten nådde förstaplatsen på Billboard Hot 100. P.M. Dawn mottog en Brit Award 1992.